# Bellas de noche (documental)
Bellas de noche es una película documental mexicana de 2016, producida, escrita y dirigida por María José Cuevas, y protagonizada por Olga Breeskin, Lyn May, Rossy Mendoza, Wanda Seux y Princesa Yamal. El documental muestra una mirada de la gloria, el ocaso y el resurgimiento de cinco de las principales vedettes que triunfaron en México en las décadas de 70 y 80.

## Argumento
Ellas fueron las Reinas de la Noche en el México nocturno de las décadas de 1970 y 1980. Los nombres de las vedettes iluminaban las calles de la Ciudad de México desde las marquesinas de los centros nocturnos, cabarets y teatros capitalinos. Pero el tiempo pasó. La vida nocturna cambió en México. Nuevos tipos de entretenimiento las reemplazaron y las vedettes parecían haber quedado en el olvido.[cita requerida]
Hoy, a más de treinta años del éxito de varias artistas en la vida nocturna del país, Bellas de noche explora las vidas de cinco de las principales vedettes de los años dorados:  Olga Breeskin, Lyn May, Rossy Mendoza, Wanda Seux y la Princesa Yamal. La película las muestra tal como están unas décadas más tarde. La cirugía estética ha dejado su huella. Olga Beeskin es evangélica, Wanda Seux vive en medio de una jauría de perros, Princesa Yamal fue condenada luego exonerada por el robo del Museo Nacional de Antropología de México... Mostrando estrellas de la noche 40 años después, la película nunca juzga, pero cuestiona sobre lo que produce esta vida de glamour y ostentación...[cita requerida]

## Reparto
- Olga Breeskin
- Lyn May
- Rossy Mendoza
- Wanda Seux
- Princesa Yamal

## Producción
El título evoca a la cinta homónima, primera película del llamado cine de ficheras, que data de 1975.[cita requerida]
La idea de María José Cuevas de rendir homenaje a estas figuras surge desde su infancia. Hija del prestigiado artista plástico mexicano José Luis Cuevas, tuvo contacto con varias de estas mujeres, que eran amigas de su padre. Años después, tuvo un encuentro con la Princesa Yamal, quien realizó una sesión de danza árabe frente a ella, con lo que le dio la idea de producir este documental, cuya realización se prolongó durante toda una década. El filme entrega un ejercicio en el que los contrastes del tiempo salen a la luz y se revela lo que hay detrás del espectáculo. Se puede apreciar un ejercicio honesto, dinámico y eficaz en el que queda la curiosidad por conocer más detalles. Aunque el documental surgió de la idea de rendir homenaje a estas mujeres, la relación entre ellas y la directora, María José Cuevas, se hizo tan cercana que se convirtieron en una familia. Las vedettes Thelma Tixou, Sasha Montenegro y la Princesa Lea también fueron consideradas para participar en el documental, negándose por motivos diversos. Las dos últimas aparecen en los créditos finales en la sección de agradecimientos. La película se ve favorecida además por un enriquecedor material de archivo.
Bellas de noche (junto con el documental Tempestad, de Tatiana Huezo), es la primera película documental de la historia en ser nominada en la categoría de Mejor Película en la LIX entrega del Premio Ariel de la Academia Mexicana de Artes y Ciencias Cinematográficas.

## Recepción

### Premios

#### Festival Internacional de Cine de Morelia
| Año  | Categoría                                                                         | Resultado |
| ---- | --------------------------------------------------------------------------------- | --------- |
| 2016 | Premio Guerrero de la Prensa al Mejor Documental Mexicano                         | Ganadora  |
| 2016 | Premio Guerrero de la Prensa al Mejor Documental Mexicano realizado por una mujer | Ganadora  |
| 2016 | Mejor Largometraje Documental Mexicano                                            | Ganadora  |

#### Festival Internacional de Cine de Los Cabos
| Año  | Categoría                                                | Resultado |
| ---- | -------------------------------------------------------- | --------- |
| 2016 | Premio Guerrero del público al Mejor Documental Mexicano | Ganadora  |

#### Premios Ciudad de México
| Año  | Categoría              | Resultado |
| ---- | ---------------------- | --------- |
| 2016 | Mejor Película del Año | Ganadora  |

#### Festival Internacional de Cine de Panamá
| Año  | Categoría                 | Resultado |
| ---- | ------------------------- | --------- |
| 2017 | Mejor Película Documental | Ganadora  |

#### Premios Luminus
| Año  | Categoría                 | Resultado |
| ---- | ------------------------- | --------- |
| 2017 | Mejor Película Documental | Ganadora  |

#### Premios Diosas de Plata
Anexo:Diosas de plata 2017
| Año  | Categoría                 | Resultado |
| ---- | ------------------------- | --------- |
| 2017 | Mejor Película Documental | Nominada  |

#### Premio Ariel
| Año  | Categoría                               | Resultado |
| ---- | --------------------------------------- | --------- |
| 2017 | Mejor Película (Dir. María José Cuevas) | Nominada  |
| 2017 | Mejor Largometraje Documental           | Nominada  |
| 2017 | Mejor Edición (Ximena Cuevas)           | Nominada  |
| 2017 | Mejor Opera Prima (María José Cuevas    | Nominada  |

#### Otros
- Festival de Cine Documental de Ámsterdam (Selección oficial)
- Festival de Cine de Toronto (Selección oficial)[4]
- Festival de Cine de Telluride (Selección oficial)
- Festival Internacional de Cine de Cartagena de Indias (Selección oficial)[5]
- Festival Internacional de Cine de Palm Springs (Selección oficial)[6]
- Buenos Aires Festival Internacional de Cine Independiente - Selección Oficial[7]
- Film Society Lincoln Center - Proyección especial[8]
- Festival Cinema du Monde de Sherbrooke - Selección Oficial[9]
- Mexico Now Festival New York -  Selección Oficial[10]